# Ottenstein
Ottenstein település Németországban, azon belül Alsó-Szászország tartományban. Lakosainak száma 1220 fő (2023. december 31.). Ottenstein Vahlbruch és Brevörde községekkel határos.

## Népesség
A település népességének változása:
| Lakosok száma | 1146 | 1149 | 1187 | 1157 | 1191 | 1220 |
|               | 2016 | 2017 | 2019 | 2021 | 2022 | 2023 |